# Эдипов комплекс (группа)
Эди́пов Ко́мплекс (англ. Oedipus Complex, также используется аббревиатура ЭК) — российская англоязычная рок-группа, основана в 1991—1992 годах в Санкт-Петербурге флейтистом Яном Николенко и бас-гитаристом Михаилом Хаитом. Отличительной особенностью коллектива является использование в качестве солирующего инструмента поперечной флейты.

## История

### 1991—1998
Основатели коллектива — Ян Николенко и Михаил Хаит — познакомились в 1990 году в группе Llanfair PG, где Ян играл на флейте, а Михаил — на бас-гитаре. Первым итогом совместного творчества стала поп-группа пародийного толка «Сладканы», с которой музыканты едва не приняли участие в крупном конкурсе молодых дарований, проходившем в БКЗ «Октябрьский». Затем Николенко и Хаит пришли к решению о работе над более серьёзным проектом, который впоследствии получил название «Эдипов Комплекс». Название, представляющее собой аллюзию на понятие психоанализа «Эдипов комплекс» было выбрано случайно, и только потом обрело свой смысл в рамках творчества коллектива:
… на этот вопрос никогда и никто не найдёт ответа, в том числе и музыканты группы «Эдипов Комплекс».<…> Как чаще всего и происходит, название пришло спонтанно. Потом мы пытались выдумывать какие-то дурацкие объяснения.<…> каждый раз выдумываем какую-то новую глупость<…> просто с потолка взяли первое попавшееся, в тот момент почему-то подвернулось «Эдипов Комплекс». Другое дело, что потом это уже обросло определённым смыслом.(Ян Николенко в программе «Биология» на радио MAXIMUM)
С самого основания группы Ян Николенко — бессменный лидер, вокалист, а также автор песен, кроме того, в исполнении Яна звучат все партии флейты.
С 1991 года костяк Николенко — Хаит стал постепенно «обрастать» музыкантами. Михаил Хаит привёл в группу гитариста Антона Яцкевича, затем к коллективу присоединились барабанщик Денис Буцкий и клавишник Илья Никитин. Репетиционная база «Эдипова Комплекса» тогда находилась в Константиновском дворце Стрельны.
В 1992 году состоялось первое серьёзное выступление «Эдипова Комплекса» на фестивале молодых групп, организованном Валерием Просвировым. Группа заняла второе место, а Просвиров позднее стал директором коллектива.
В 1993 году «Эдипов Комплекс» покинул Антон Яцкевич и в группу пришёл гитарист Владимир Коляда, а Дениса Буцкого за ударной установкой сменил Алексей Петров. В том же году после удачного выступления ЭК на фестивале «Рок петербургских площадей», проходившем на Дворцовой площади Санкт-Петербурга , журнал FUZZ называет «Эдипов Комплекс» лучшей молодой группой года.
В 1994 году в польском Сопоте «Эдипов Комплекс» представляет Россию на рок-фестивале Sopot Molo, на котором наряду с молодыми коллективами выступают Radiohead и Пол Янг.
В 1995 году происходит очередная смена состава: на клавишных в это время играет Клим Шленев, а на ударных — Виталий Воронин.
В 1996 году «Эдипов Комплекс» выпускает первый студийный альбом Egoism. Продюсером записи стал известный питерский звукорежиссёр Никита Иванов-Номан. Для записи альбома привлечён новый клавишник —- Игорь Кононов, проработавший в итоге с ЭК до 1998 года. Песня с этой пластинки, Old mother Europe, попадает в ротацию радиостанции MAXIMUM. В этом же году Юрий Шевчук исключает группу из списка потенциальных участников фестиваля «Наполним небо добротой» из-за англоязычного репертуара.
В 1997 году английская компания «Talent Scout» включила песню ЭК в свой сборник «Лучшие неподписанные группы Великобритании» (The best unsigned British bands). Сменив барабанщика Виталия Воронина на Андрея Стригоцкого, «Эдипов Комплекс» делает попытку завоевать Европу, однако из-за проблем с получением виз уже запланированные гастроли сорвались.
В 1998 году в «Эдипов Комплекс» пришёл Евгений Арсентьев, клавишник и аранжировщик. В том же году группа берёт тайм-аут. Причиной распада послужили разногласия, возникшие в группе: для большинства музыкантов участие в «Эдиповом Комплексе» не являлось приоритетным видом деятельности.

### 1998—2006
Буквально через несколько дней после роспуска ЭК Ян Николенко становится участником группы «Сплин». Евгений Арсентьев занялся проектом ЛИФТ, а Михаил Хаит в 1999 году присоединился к группе Танцы минус.
Однако, Ян Николенко и Владимир Коляда продолжают сотрудничать: вдвоём под драм-машину периодически записывают демо-версии новых песен. В 2002 году Ян и Владимир создают русскоязычную группу СЕtИ, принципиально отличную по музыкальному материалу от «Эдипова Комплекса». Тем не менее, для Николенко, лидера обоих коллективов, основным местом работы остаётся «Сплин», куда в 2006 году приходит и Коляда.

### 2006 — настоящее время
Возрождение группы началось зимой 2006 года, когда барабанщик группы «Сплин» Алексей Мещеряков прослушал скопившиеся за годы песни «Эдипова Комплекса» и предложил Яну Николенко сыграть их на концерте. 3 февраля 2006 года в петербургском клубе Платформа «Эдипов Комплекс» в составе Николенко — Коляда — Хаит — Арсентьев играет свой первый за 8 лет концерт. Место за барабанной установкой занимает инициатор выступления — Мещеряков. Концерт, в котором принимает участие лидер группы «Сплин» Александр Васильев, воодушевляет и поклонников и музыкантов. В результате «Эдипов Комплекс» принимает решение вернуться на петербургскую музыкальную сцену, Ян Николенко и Владимир Коляда покидают «Сплин». Однако, группа остаётся без ударника, так как Алексей Мещеряков не может совмещать работу в «Сплине» и выступления с «Эдиповым Комплексом». Николенко обращается к Сергею Наветному, также экс-участнику «Сплина», с просьбой занять место барабанщика. Наветный к тому времени уже отстранился от музыкальной деятельности, но всё же принимает приглашение.
В декабре 2006 года в эфир петербургского канала СТО вышла первая телепередача с участием воссозданного «Эдипова Комплекса».
В 2008 году «Эдипов Комплекс» выпускает второй студийный альбом — Lost&Found, в записи которого принимает участие вокалист группы Fools Garden Питер Фройдентайлер. Трек под названием Space Shuttle достигает 7-го места в «Хит-параде Двух Столиц» радио MAXIMUM.
В настоящее время в группе практически повторяется ситуация 1998 года: появились кадровые проблемы, связанные с занятостью музыкантов в других проектах. В октябре 2008 года Ян Николенко становится участником группы Би-2, а в феврале 2009 года Сергей Наветный объявляет о своём решении покинуть «Эдипов Комплекс». Тем не менее, 10 апреля 2009 года на концерте в Петербурге группа представляет две новые композиции и сообщает о начале работы над следующим студийным альбомом.

## Стиль
«Эдипов Комплекс» принято называть брит-поп-группой. Однако, музыке ЭК трудно дать однозначное стилистическое определение: в основе звучания лежит брит-поп, но также присутствуют элементы арт-рока, альтернативного рока и танцевальной музыки.
Начинали мы с мягкого мелодичного арт-рока, постепенно освоили всё, вплоть до евроданса. Поначалу звучали мы довольно тяжело, но от арт-рока мы дрейфовали в сторону поп-музыки.(Ян Николенко в интервью журналу FUZZ)
Для песен «Эдипова Комплекса» характерен эмоциональный контраст:
Сверхзадача, идеология, что ли, — достигать парадокса в сочетании текста и музыки. Если, например, мелодия была мягкая и лирическая, то текст должен был быть напротив, злым и безысходным. (Ян Николенко в интервью журналу FUZZ)
Во многом такому подходу к творчеству способствуют англоязычные тексты, изначально легко ложившиеся на музыку, навеянную зарубежными прообразами, а затем ставшие частью принципиальных убеждений группы:
Я всегда исходил из какого-то стихийного ощущения — вот, мне хочется сделать так, и я так и делаю. Возможно, это случилось из-за того, что я вырос исключительно на англоязычной музыке. Не потому что мне совсем не нравился русский рок, — просто это прошло мимо меня. Первые наши тексты были очень смешными, но впоследствии иноязычие стало для меня принципиальным моментом. Мне всегда хотелось создать какой-то прецедент. Например, создать первую российскую группу, поющую на английском языке, которая будет признана на Западе.(Ян Николенко в интервью журналу FUZZ)

## Состав
- Ян Николенко — вокал, флейта, клавишные, музыка, тексты песен (с 1991)
- Владимир Коляда — гитара (с 1993)
- Михаил Хаит — бас-гитара (с 1991)
- Евгений Арсентьев — клавишные, программирование (с 1998)

Бывшие участники:
- Антон Яцкевич — гитара (1992 — 1993)
- Денис Буцкий — ударные (1992 — 1993)
- Илья Никитин — клавишные (1992 — 1995)
- Алексей Петров — ударные (1993 — 1995)
- Клим Шленев — клавишные (1995 — 1996)
- Виталий Воронин — ударные (1995 — 1997)
- Игорь Кононов — клавишные (1996 — 1998)
- Андрей Стригоцкий — ударные (1997 — 1998)
- Сергей Наветный — ударные (2007 — 2009)

## Интересные факты
- Дружба «Эдипова Комплекса» с мультипликатором Олегом Куваевым привела к взаимовыгодному сотрудничеству: в анимационном веб-сериале «Магазинчик БО» в качестве саундтрека для четвёртого и шестого эпизодов использовались песни All that I can see и Mother Hacker соответственно, а Масяня заявила о своей симпатии к группе «Эдипов Комплекс» в третьем выпуске передачи «Чума (радиопередача)», выходившей в эфир на радиостанции «Энергия»[13]. Кроме того, Олег Куваев создал дизайн обложки альбома Lost & Found и сделал для ЭК два видеоролика — Young на песню Hurry и Sex&Drugs на песню No categories.
- Англоязычная версия Smile — единственная песня «Эдипова Комплекса», автором текста которой не является Ян Николенко. Этот перевод оригинального русскоязычного текста песни Смайл группы СЕtИ сделал американец русского происхождения Олег Шинкаж.

## Дискография
- 1996 — Egoism
- 2008 — Lost&Found